# Legge 14 agosto 1967, n. 800
La legge 14 agosto 1967, n. 800 è una legge della Repubblica Italiana in materia di tutela delle manifestazioni musicali, quali ad esempio attività liriche e concertistiche, e il loro relativo sviluppo.

## Contenuto
La legge si compone di 54 articoli.